# 2 Days to Vegas
2 días a las Vegas es un videojuego perteneciente a los géneros de acción y aventura en tercera persona. El juego se desarrolla en varias ciudades importantes de los Estados Unidos y tiene lugar durante un período de 48 horas. 2 días a las Vegas se lanzará para las plataformas Microsoft Windows, PlayStation 3 y Xbox 360. Si bien el juego ha estado en desarrollo durante casi once años, no hay una fecha de lanzamiento anunciada, y se presume que el juego ha sido cancelado.

## Argumento
2 días a las Vegas es un videojuego de acción y aventuras en tercera persona sobre un convicto recientemente liberado llamado Vinny que debe ayudar a su hermano menor Tony, quien está en problemas en Las Vegas. En el transcurso de 48 horas, los jugadores viajarían por todo Estados Unidos, deteniéndose en las principales ciudades de camino a Las Vegas. Los lugares confirmados incluyen Nueva York y Las Vegas.

## Desarrollo
El desarrollo del juego comenzó en el año 2003 en los ahora difuntos estudios de Glasgow de Steel Monkeys. Cuando se cerró Steel Monkeys en el Reino Unido, el juego trasladó la producción al estudio secundario de Steel Monkeys, establecido en Minsk, Bielorrusia.
El 11 de febrero de 2009, IGN recibió la confirmación de Steel Monkeys de que 2 días a las Vegas aún está en desarrollo.
De acuerdo con el sitio web oficial de Steel Monkeys, 2 días a las Vegas todavía está "en construcción" a partir de agosto de 2015.
Sin embargo, el 19 de julio de 2012, Steel Monkeys anunció en su sitio web oficial (y posteriormente en su cuenta oficial de Twitter) que la compañía había comenzado las pruebas beta para un próximo título "casi terminado". A partir de julio de 2012, el único título conocido en desarrollo en el estudio que hasta ahora no se ha publicado es 2 días a las Vegas. Se les recomendo a los beta-testers interesados que se comunicaran con Steel Monkeys a través de la información adicional que figura en su sitio web.

## Gráficos
En agosto de 2006, Steel Monkeys anunció que utilizaría la tecnología AGEIA PhysX SDK y el software NovodeX Physics para su solución física. También han licenciado el SpeedTreeRT SDK de IDV Inc., lo que ayudará a crear plantas virtuales en el TPS.
En el 2007 GDC, Steel Monkeys mostró nuevas capturas de pantalla del juego que el jefe de los Steel Monkeys aseguró que era en tiempo real y no pre-renderizado. El 22 de enero de 2008, PlayStation Universe organizó una exclusiva de dos días en la que revelaron veinte nuevas capturas de pantalla y dos nuevos videos de 2 días a las Vegas .
Steel Monkeys optó por comprar 2 sistemas Motion Capture para MoCap dentro del juego en lugar de subcontratarlos. En lugar de los sistemas ópticos más comunes, Steel Monkeys eligió un sistema inercial. Las capacidades inalámbricas junto con la portabilidad han permitido a Steel Monkeys utilizar entornos cotidianos como conjuntos, en lugar de tener que construir conjuntos dentro de un escenario óptico confinado.